# Yoshiaki Ashikaga
Yoshiaki Ashikaga (jap. 足利 義昭 Ashikaga Yoshiaki; ur. 5 grudnia 1537, zm. 9 października 1597) – 32. siogun w dziejach Japonii, 15. siogun siogunatu Ashikaga.
Sprawował nominalną władzę w latach 1568-1573 (okres Muromachi). Syn 12. sioguna Yoshiharu Ashikagi i brat 13. sioguna Yoshiteru Ashikagi.

## Nominalne rządy (1568-1573)
Brak skutecznej władzy centralnej w stolicy Japonii po śmierci Yoshihide umożliwił wojsku Nobunagi Ody wkroczenie do Kioto w 1568 r. i osadzenie na stanowisku sioguna Yoshiakiego Ashikagę. Zdarzenie to rozpoczęło okres zwany Azuchi-Momoyama.
Ważniejsze wydarzenia za nominalnego panowania Yoshiakiego:
- 1569 - wybudowanie zamku Nijō w Kioto[2];
- 1570 - mnisi Ikkō pokonują Nobunagę Odę[2];
- 1571 - Nobunaga Oda niszczy świątynię Enryaku-ji, za porażkę z poprzedniego roku[2];
- 1573 - umiera Shingen Takeda[2].

Większość historyków uważa, że koniec siogunatu Ashikaga nastąpił w 1573 r., kiedy 27 sierpnia Nobunaga Oda wypędził Yoshiakiego z Kioto. Yoshiaki został mnichem buddyjskim i po zgoleniu głowy przybrał imię Sho-san, które zmienił później na Rei-o.
Pamiętać jednak trzeba, że z bezwartościowego tytułu Yoshiaki zrezygnował w 1588 r. Daje to niektórym historykom podstawy do twierdzenia, że siogunat Muromachi od wypędzenia z Kioto przetrwał jeszcze parę lat.